# Diferència salarial de gènere
La diferència salarial de gènere és la diferència percentual que existeix entre la remuneració que reben els homes i les dones a la feina. Les dones al món, generalment, reben un salari inferior al dels homes. No és el mateix que la diferència de remuneració pel mateix treball fet per un home i una dona. Les mesures estadístiques d'aquest fenomen implica una gran complexitat que pot permetre fer anàlisis contradictoris i interessats del fenomen.
Hi ha dues maneres diferents per valorar aquesta diferència salarial; d'una banda, la "no ajustada" i, de l'altra, la "ajustada". La darrera té en consideració la diferència entre les hores treballades, les ocupacions escollides, l'educació i l'experiència prèvia en una feina. Per exemple, una persona que s'agafa un temps personal fora del lloc de treball (com, per exemple, la baixa per maternitat) segurament no rebrà tant com una persona que no s'agafa aquest temps personal al treball. Factors com aquest contribueixen a què les dones aconsegueixin, anualment, salaris inferiors; tot i que la diferència salarial s'ha escurçat al llarg del temps, encara hi ha una diferència substancial segons el gènere, fins i tot quan es tenen en consideració aquests factors externs. Les diferències salarials "no ajustades" encara són més grans. Als Estats Units, per exemple, el percenttge de salari no ajustat de les dones, anualment, ha estat citat com essent el 78% del salari dels homes, comparat amb el 88-93% del percentatge ajustat dels graduats universitaris.

## Perspectiva històrica
Un metanàlisi molt ampli, realitzat per Doris Weichselbaumer i Rudolf Winter-Ebmer (2005) en més de 260 publicacions sobre la diferència salarial ajustada en uns 60 països va resultar que, entre la dècada de 1960 i 1990, les diferències salarials s'han reduït entre el 65% i el 30%. La causa d'aquest declivi, no obstant, es relacionava amb la millora de l'accés per les dones al mercat laboral. Les 260 publicacions mostraven que el component principal de la diferència salarial no havia declinat amb el pas del temps. Utilitzant les seves pròpies especificacions, Weichselbaumer i Winter-Ebmer van concloure que el declivi general de la diferència salarial s'hauria reduït en 0,17 punts, fent implícit un baix nivell de convergència entre els sous dels homes i les dones.
Un altre metanàlisi realitzat sobre 41 estudis empírics sobre la diferència salarial, realitzat el 1998, va arribar a unes conclusions similars sobre l'evolució temporal d'aquesta diferència, però estimant un declivi anual de només l'1%.
Segons l'economista Alan Manning de la London School of Economics, el procés per acabar amb la diferència salarial de gènere ha disminuït substancialment, afegint que les dones podrien rebre menys que els homes durant els propers 150 anys, principalment a conseqüència de la discriminació i les polítiques governamentals poc efectives. Un estudi realitzat el 2011 pel CMI britànic revelava que, si els sous que perceben les dones directives segueix augmentant als nivells actuals, la diferència salarial entre homes i dones no desapareixerà fins al 2109.